# Pirapetinga
Pirapetinga is een gemeente in de Braziliaanse deelstaat Minas Gerais. De gemeente telt 10.636 inwoners (schatting 2009).

## Aangrenzende gemeenten
De gemeente grenst aan Estrela Dalva, Leopoldina, Palma, Recreio en Santo Antônio de Pádua (RJ).